# Frederiksted

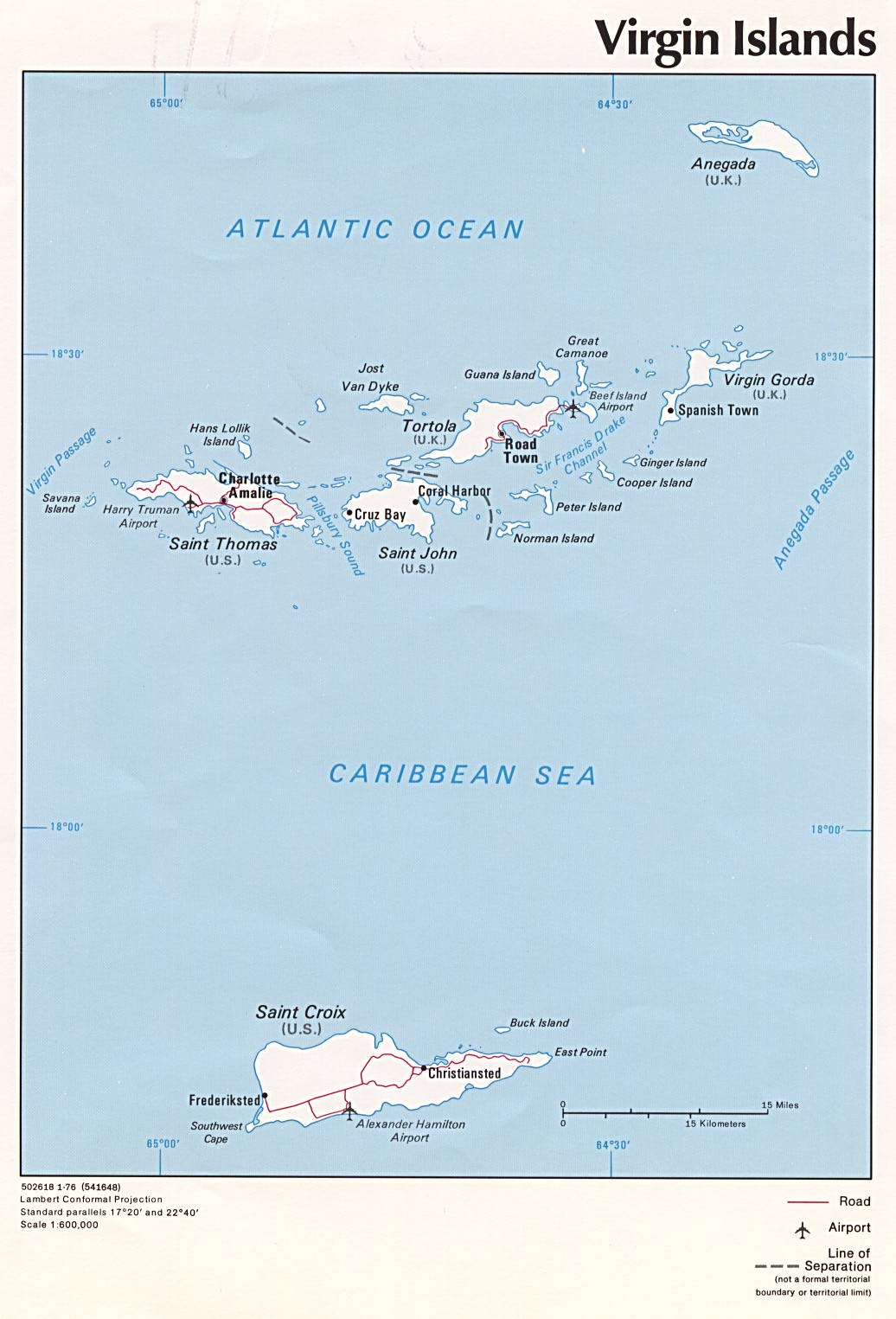
Karta över Jungfruöarna.

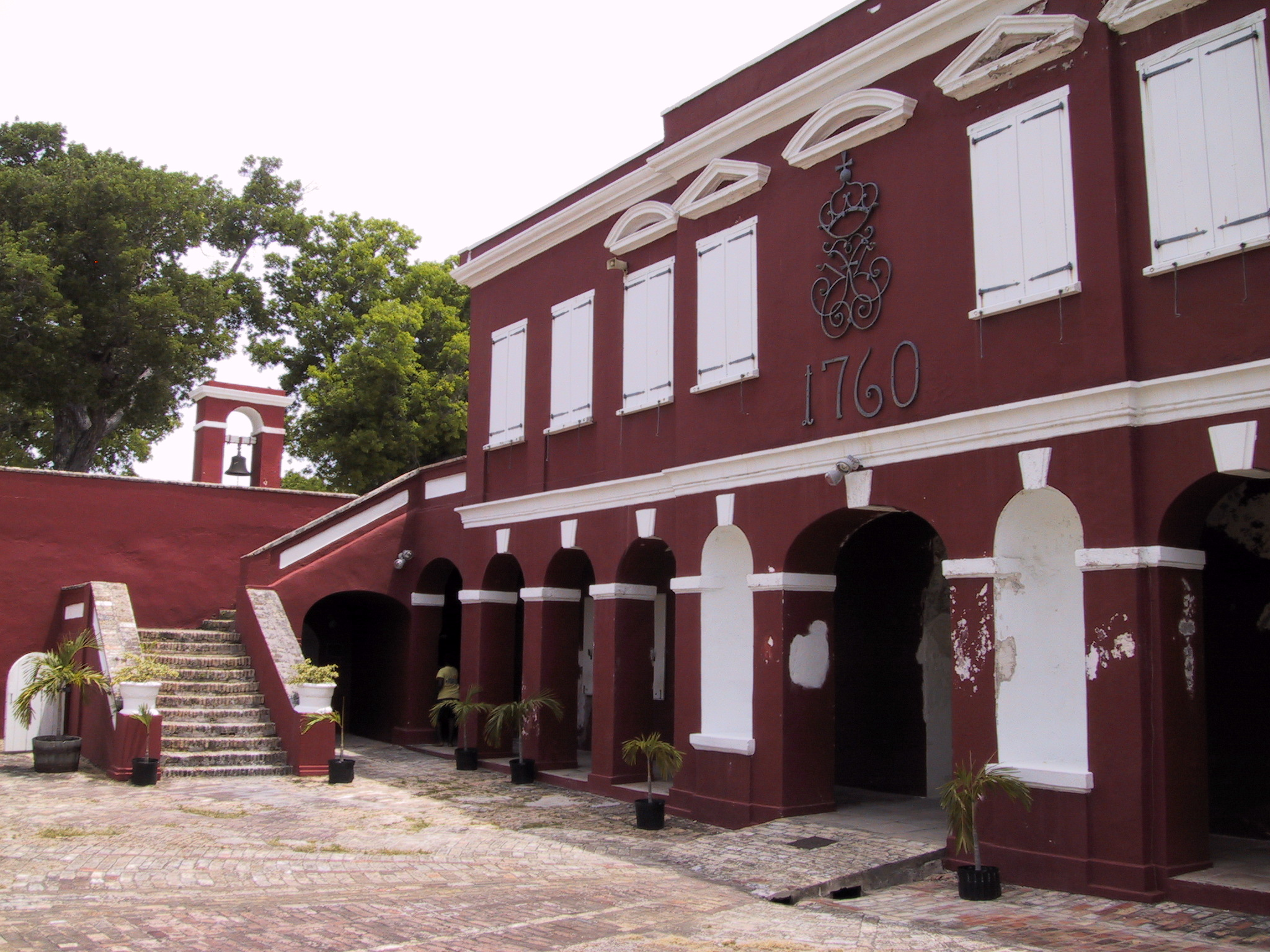
Fort Frederik.

Frederiksted är en stad på ön Saint Croix i ögruppen Amerikanska Jungfruöarna, tidigare Danska Västindien. Staden ligger på öns västra kust, 27 kilometer väster om Christiansted. Den grundades på 1750-talet och har 3 027 invånare (2010). Historiskt sett har staden varit ett centrum för öns sockerrörsbaserade ekonomi, tack vare dess djuphamn och lagermöjligheter. Idag baseras Frederiksteds ekonomi på turism.
Som på kolonitiden dominerades Frederiksted av det rödvita Fort Frederik från 1750-talet. Fortet har en särskild historisk betydelse för både USA och Danmark-Norge. Härifrån kom den första utländska kungliga saluten som erkännande av USA:s självständighet 1776, och det var också härifrån generalguvernör Peter von Scholten frigav slavarna i juli 1848. Till följd därav har staden fått smeknamnet Freedom City. Både fortet och staden är uppkallade efter kung Fredrik V av Danmark, men orten blev under den danska kolonitiden aldrig kallad annat än Vestenden (på grund av sitt läge).

## Historia
Frederiksted uppnådde aldrig den heder och ära som dennes grundläggare hade tilltänkt staden, och överskuggades av Christiansted. Staden användes bara som hamn för plantageägare på öns västkust.
Likväl blev Frederiksted skådeplats för viktiga händelser i Sankt Croix historia. År 1848 marscherade 8 000 slavar mot Frederiksted, för att framföra krav på direkt frigivning, istället för att följa den planerade gradvisa frigivningen över tolv år, som den danska kungen hade beslutat. Slavarna hotade med att göra uppror och satte eld på hela staden. Guvernör Peter von Scholten, som var uppmärksam på hoten, läste från Fort Frederik sin berömda deklaration: "Alla de, där på de danska västindiska öarna ej är fria, kan från idag anse sig för att vara fria...".
Det blev startskottet på en rad problem för kolonialmakten och plantageägarna på Sankt Croix. Trettio år senare i Frederiksted, efter flera dåliga skördar och en rad naturkatastrofer, gjorde de frigivna slavarna uppror. Lagerbyggnader, packhus och butiker plundrades och antändes. Militära styrkor från Christiansted kom till Frederiksted för att driva ut rebellerna ur staden. Upproret fortsatte i fem dagar, medan striderna gradvis rörde sig vidare mot landet, där det tändes eld på sockerbruk och en rad gods.